# Floriano Peixoto Vieira Neto
Floriano Peixoto Vieira Neto (Tombos, 22 de mayo de 1954) es un general de división de la reserva del Ejército Brasileño. Entre febrero y junio de 2019 fue ministro jefe de la Secretaría General de la Presidencia de la República del gobierno de Jair Bolsonaro.

## Biografía

### Carrera militar
Ingresó al ejército el Ejército el 17 de febrero de 1973, en la Academia Militar das Agulhas Negras, donde el 14 de diciembre de 1976 fue declarado aspirante a oficial de la rama de infantería. Fue promovido al puesto de teniente segundo el 31 de agosto de 1977 y el teniente primero el 25 de diciembre de 1978.
En el curso de la Escuela de Perfeccionamiento de Oficiales en 1986, ascendió al puesto de capitán el 25 de diciembre de 1982. En ese período, fue instructor de Academia Militar das Agulhas Negras y realizó el curso avanzado de infantería del Ejército de los Estados Unidos, siendo promovido a mayor el 30 de abril de 1989.
Se realizó el curso de comando y estado mayor en la Escuela de Comando y Estado Mayor del Ejército (ECEME), siendo promovido a teniente coronel el 31 de agosto de 1994. Posteriormente, regresó a la ECEME como instructor. Fue asesor militar brasileño en la Academia Militar de West Point del Ejército de los Estados Unidos.
Ascendió al grado de coronel el 30 de abril de 1999 y fue comandante del 62.° batallón de infantería. En 2002, realizó el curso de política, estrategia y alta administración del Ejército en la Escuela de Comando y Estado Mayor del Ejército. Posteriormente fue oficial de operaciones del primer contingente brasileño en la Misión de Estabilización de las Naciones Unidas en Haití (MINUSTAH).
Fue ascendido a general de brigada el 25 de noviembre de 2006, comandando la 12.° brigada de infantería. Fue designado comandante de la MINUSTAH bajo mandato del Consejo de Seguridad de las Naciones Unidas. Durante ese período ocurrió el terremoto de Haití de 2010.
Fue ascendido a general de división el 31 de marzo de 2011, comandando la 2.° división de Ejército en São Paulo.

### Años posteriores
En 2014 pasó a la reserva del ejército, integrando posteriormente el panel independiente de alto nivel para el estudio de las operaciones de paz. En enero de 2019, asumió la secretaría ejecutiva de la Secretaría General de la Presidencia de la República, en el ministerio entonces ocupado por Gustavo Bebianno. El 18 de febrero de 2019, sustituyó a Bebianno al frente de dicha cartera ministerial.
En junio de 2019 fue nombrado a cargo de la Empresa Brasileira de Correios e Telégrafos.